# Міщенко Станіслав Миколайович
Міщенко Станіслав Миколайович (нар. 12 січня 1956) — український правник, Заслужений юрист України (2003).

## Життєпис
Народився 12 січня 1956 року в місті Донецьку.
Трудову діяльність розпочав у 1973 році слюсаром-трубоукладальником навчального комбінату Укрводбуду, м. Каховка Херсонської області.
У 1974 — 1976 роках проходив службу в армії.
У 1980 році закінчив Харківський юридичний інститут ім. Ф. Е. Дзержинського.
У 1980 — 1981 роках — стажист Жовтневого районного народного суду м. Харкова.
З жовтня 1981 року — суддя Орджонікідзевського районного суду м. Харкова. У 1983 — 1990 роках — суддя Харківського обласного суду.
З лютого 1990 року — суддя (з 03.2000 року — безстроково) Верховного Суду України.
Постановою Верховної Ради України від 4 листопада 2010 року № 2682-VI обраний суддею Вищого спеціалізованого суду України з розгляду цивільних і кримінальних справ.
Рішенням Вищої ради юстиції від 25 січня 2011 року № 3/0/15-11 призначений на посаду заступника Голови Вищого спеціалізованого суду України з розгляду цивільних і кримінальних справ .
Заступник Голови редакційної колегії журналу «Часопис цивільного і кримінального судочинства».